# Brugge Tripel
Brugge Tripel is een bleekblond en helder bier van hoge gisting met een alcoholvolumegehalte van 8,7%.
Brugge Tripel heeft een afgerond moutkarakter, een geparfumeerde hoptoets en een grote complexiteit aan smaken.
Het bier werd vanaf 1987 onder de naam Brugse Tripel gebrouwen door brouwerij De Gouden Boom te Brugge. Na de overname (2003) en sluiting (2004) van deze brouwerij door Palm Breweries wordt het bier in de Palmbrouwerij gebrouwen. De merknaam is veranderd in Brugge Tripel, omdat "Brugs" een merk was van Alken-Maes.